# J0529-4351
J0529-4351 (полное название: SMSS J052915.80—435152.0) — сверхяркий и самый быстрорастущий (на момент публикации его исследования в феврале 2024 года) квазар из известных человечеству. При массе в 17 миллиардов солнечных он обладает светимостью в 500 триллионов солнечных (2·1041 Вт) и ежесуточно поглощает вещества в одну солнечную массу. Весь этот свет исходит от горячего аккреционного диска диаметром семь световых лет. Объект виден таким, каким он был 12 млрд лет назад.

## Обнаружение и идентификация
Сам объект обнаруживается на снимках ESO, датированных ещё 1980 годом, но его идентификация как квазара произошла лишь несколько десятилетий спустя.
Автоматический анализ данных со спутника Gaia Европейского космического агентства за 2022 год не подтвердил J0529-4351, поскольку он слишком яркий, чтобы быть квазаром, и предположил, что это звезда 16-й величины с вероятностью 99,98 %. В 2023 году, используя наблюдения с 2,3-метрового телескопа ANU в обсерватории Сайдинг-Спринг в Австралии, его идентифицировали как далекий квазар. Однако для того, чтобы обнаружить, что это был самый яркий квазар из когда-либо наблюдавшихся, потребовался более крупный телескоп — спектрограф X-shooter на VLT Европейской южной обсерватории в чилийской пустыне Атакама. Однако нужны дополнительные наблюдения, чтобы окончательно исключить возможность гравитационного линзирования как возможного объяснения столь большой яркости квазара.
Мы обнаружили объект, истинную сущность которого сразу не распознали, хотя он много лет буквально смотрел нам в глаза, потому что ярко светился скорее всего ещё до зарождения человека. Но теперь-то мы поняли, что это не просто одна из ближних звёзд нашего Млечного Пути, а очень отдалённый объект.руководитель проекта, сотрудник Австралийского национального университета (АНУ) Кристиан Вулф, 

## Характеристики
Красное смещение J0529—4351 составляет 3,962. Сам объект относится к радиотихим квазарам. Подгонка моделей аккреции под спектры дает скорость аккреции вещества на чёрную дыру от 280 до 490 солнечных масс в год для аккреционного диска вокруг чёрной дыры, наблюдаемого под углом от нуля до 60 градусов, при этом аккреция идет вблизи предела Эддингтона. Масса чёрной дыры оценивается в 17 миллиардов масс Солнца, а полная болометрическая светимость — 1048,37 эрг в секунду.

## Комментарии
1. ↑  В январе 2019 года НАСА и Европейское космическое агентство сообщили, что космический телескоп Хаббл обнаружил квазар J043947.08+163415.7, яркость которого равна 600 триллионам Солнц. Однако яркость этого квазара была увеличена «линзирующей» галактикой, расположенной между нами и далеким квазаром. Фактическая светимость J043947.08+163415.7 оценивается примерно в 11 триллионов Солнц.